# 정노식
정노식(鄭魯湜, 1891년~1965년)은 한국의 독립운동가, 사회주의운동가, 판소리 연구가이다. 본관은 동래, 전라북도 김제 출신이다. 3·1운동 때 민족대표 48인으로 사회주의운동을 하였고, 광복 후 남조선노동당에서 활동하다가 월북하여 민주주의민족전선 부의장, 조국평화통일위원회 중앙위원 등을 지냈다.

## 생애
정노식은 전라북도 김제군 만경면 출신으로, 1910년 김제 소재 영명학교를 졸업한 뒤 조선중앙기독청년회학관에 입학했다. 일본으로 건너가 1912년 세이소쿠(正則)영어학교를 졸업하고, 메이지대학(明治大學) 정치경제과를 중퇴하였다.
1915년 장덕수(張德秀), 김철수(金錣洙) 등과 비밀결사를 조직하고, 1916년 중국·대만의 운동가들과 신아동맹단(新亞同盟團)을 결성했다. 1918년 조선인유학생학우회에 가입하여 평의원이 되면서 일제 경찰의 요시찰 대상이 되었다. 1919년 1월 이광수(李光洙)를 북경에 파견하여 미국, 중국 간도(間島) 및 상해, 노령의 독립운동가들과 연락하게 했고, 3·1운동 때 민족대표 48인으로 참가했다가 체포되어 복심에서 무죄 판결을 받았지만 미결수로 2년 가까이 복역하였다.
이후 1920년 서울에서 사회혁명당에 참여하였다. 1921년 5월 중국 상해에서 열린 고려공산당 창립대회에서 간부로 선임되었으며, 1922년 조선청년회연합회 집행위원장이 되고, 1924년 김사국(金思國), 이영(李英), 한신교(韓愼敎) 등이 주도한 조선청년총동맹 창립 때 전형위원이 되었다.
1923년 조선물산장려회 경리부원, 민립대학기성회 집행위원으로 활동하는 등 폭넓게 활동했다.
1946년 2월 여운형(呂運亨), 허헌(許憲), 박헌영(朴憲永), 김원봉(金元鳳) 등의 민주주의민족전선(민전) 중앙집행위원 겸 재정부장, 부의장 및 상임위원, 7월 남조선신민당 중앙위원회 부위원장을 지냈고, 11월 남조선노동당(남로당) 결성 때 의장단으로 참석했으며, 12월 중앙상무위원 및 협조부장에 선임되었다.
1948년 월북, 조선민주주의인민공화국에서 최고인민회의 제1기 대의원, 1949년 6월 조국통일민주주의전선 상무위원, 의장을 지냈다. 한국전쟁 이후 1956년 노동당 중앙검사위원, 1957년 최고인민회의 제2기 대의원 및 상임위원이 되었다. 1958년 평화옹호전국민족위원회 부위원장, 1961년 조국평화통일위원회 중앙위원에 선임되었다.
1965년경 사망하였다.

## 가족
- 생부: 정석필(鄭錫弼)
- 양부: 정희안(鄭希顔, 숙부)

## 저서
- 《조선창극사》(1940, 조선일보사): 최초의 판소리 저술로 88명의 판소리 명창을 소개

## 참고 문헌
- 『한국사회주의운동인명사전』(강만길·성대경, 1996)